# Pleckhausen
Pleckhausen é um município da Alemanha localizada no distrito de Altenkirchen, na associação municipal de Verbandsgemeinde Flammersfeld, no estado da Renânia-Palatinado.